# Harpacticoida
Harpacticoida é uma ordem de copépodes, no subfilo Crustacea. Esta ordem compreende 463 géneros e cerca de 3.000 espécies; seus membros são copépodes bentônicos encontrados em todo o mundo no ambiente marinho (a maioria das famílias) e em água doce (essencialmente os Ameiridae, Parastenocarididae e os Canthocamptidae). Alguns deles são planctônicos ou vivem em associação com outros organismos. Harpacticoida representa o segundo maior grupo da meiofauna em sedimentos marinhos, depois dos nematóides. Nos mares Ártico e Antártico, Harpacticoida são habitantes comuns do gelo marinho. O nome Harpacticoida vem do substantivo grego harpacticon (predador voraz) e o sufixo -oid (semelhante a) e significa que lembra um predador.
Harpacticoids distinguem-se de outros copépodes pela presença de apenas um par muito curto de primeiras antenas. O segundo par de antenas é birramado, e a maior articulação dentro do corpo está localizada entre o quarto e o quinto segmento do corpo. Eles normalmente têm um abdómen largo e muitas vezes têm um corpo um pouco parecido com um verme.

## Famílias
65 famílias são atualmente reconhecidas no Harpacticoida:
- Adenopleurellidae
- Aegisthidae
- Ameiridae
- Ancorabolidae
- Arenopontiidae
- Argestidae
- Balaenophilidae
- Cancrincolidae
- Canthocamptidae
- Canuellidae
- Cerviniidae
- Chappuisiidae
- Cletodidae
- Cletopsyllidae
- Clytemnestridae
- Cristacoxidae
- Cylindropsyllidae
- Dactylopusiidae
- Danielsseniidae
- Darcythompsoniidae
- Ectinosomatidae
- Euterpinidae
- Hamondiidae
- Harpacticidae
- Heteropsyllidae
- Huntemanniidae
- Idyanthidae
- Ismardiidae
- Laophontidae
- Laophontopsidae
- Latiremidae
- Leptastacidae
- Leptopontiidae
- Longipediidae
- Louriniidae
- Metahuntemanniidae
- Metidae
- Miraciidae
- Neobradyidae
- Normanellidae
- Novocriniidae
- Orthopsyllidae
- Parameiropsidae
- Paramesochridae
- Paranannopidae
- Parastenheliidae
- Parastenocarididae
- Parastentheliidae
- Peltidiidae
- Phyllognathopodidae
- Porcellidiidae
- Protolatiremidae
- Pseudotachidiidae
- Rhizothricidae
- Rhynchothalestridae
- Rometidae
- Rotundiclipeidae
- Superornatiremidae
- Tachidiidae
- Tegastidae
- Tetragonicipitidae
- Thalestridae
- Thompsonulidae
- Tisbidae
- Zosimidae